# تپه چشمه سنگی ۳
تپه چشمه سنگی ۳ مربوط به دوره ساسانیان - دوره ایلخانی است و در شهرستان اسلام‌آباد غرب، بخش حمیل، دهستان منصوری، شمال غربی روستای چشمه سنگی واقع شده و این اثر در تاریخ ۱۴ اسفند ۱۳۸۵ با شمارهٔ ثبت ۱۷۸۵۲ به‌عنوان یکی از آثار ملی ایران به ثبت رسیده است.